# Ramenskij rajon
Ramenskij rajon er en af 36 rajoner i Moskva oblast i Rusland. Rajonen er beliggende i den sydøstlige centrale del af oblastet og har 305.988(2019) indbyggere samt et areal på 1.397, km². Rajonens administrative center er byen Ramenskoje med 522 (1859), 8.500 (1897), 13.700 (1926), 19.900 (1931), 28.405 (1939), 46.465 (1959), 53.000 (1967), 61.010 (1970), 67.000 (1973), 69.000 (1974), 72.000 (1976), 76.906 (1979), 81.000 (1982), 85.000 (1986), 86.000 (1987), 87.666 (1989), 88.900 (1992), 85.700 (1998), 85.100 (2000), 84.700 (2001), 82.074 (2002), 82.000 (2003), 81.600 (2005), 82.300 (2008), 83.219 (2009), 96.317 (2010), 96.300 (2011), 99.091 (2012), 100.755 (2013), 103.069 (2014), 106.264 (2015), 109.709 (2016), 112.989 (2017), 116.077 (2018), 119.903 (2019), 121.908 (2020), 114.537 (2021), 114.000 (2023), 113.897 (2024) indbyggere.